# 萊德斯馬縣

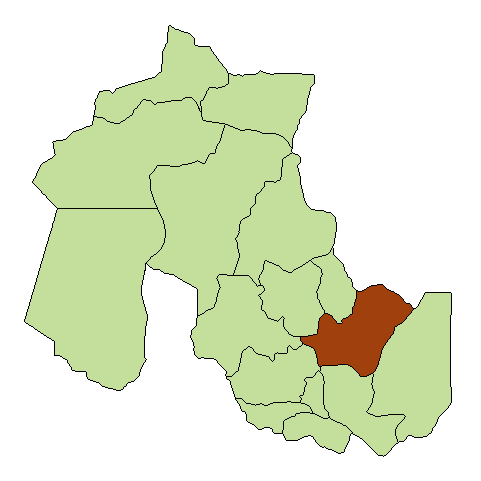

23°48′42″S 64°47′34″W / 23.81167°S 64.79278°W
萊德斯馬縣（西班牙語：Departamento Ledesma），是阿根廷的縣份，位於該國西北部胡胡伊省，首府設於解放者聖馬丁將軍鎮，面積3,249平方公里，2010年人口81,790，人口密度每平方公里25.17人。